# Zato Fahrzeugentwicklung
Die Zato Gesellschaft für Fahrzeugentwicklung mbH (Eigenschreibweise: ZATO Gesellschaft für Fahrzeugentwicklung mbH) war ein deutscher Hersteller von Automobilen. Zato steht für Zeitgeist Access to Opportunities.

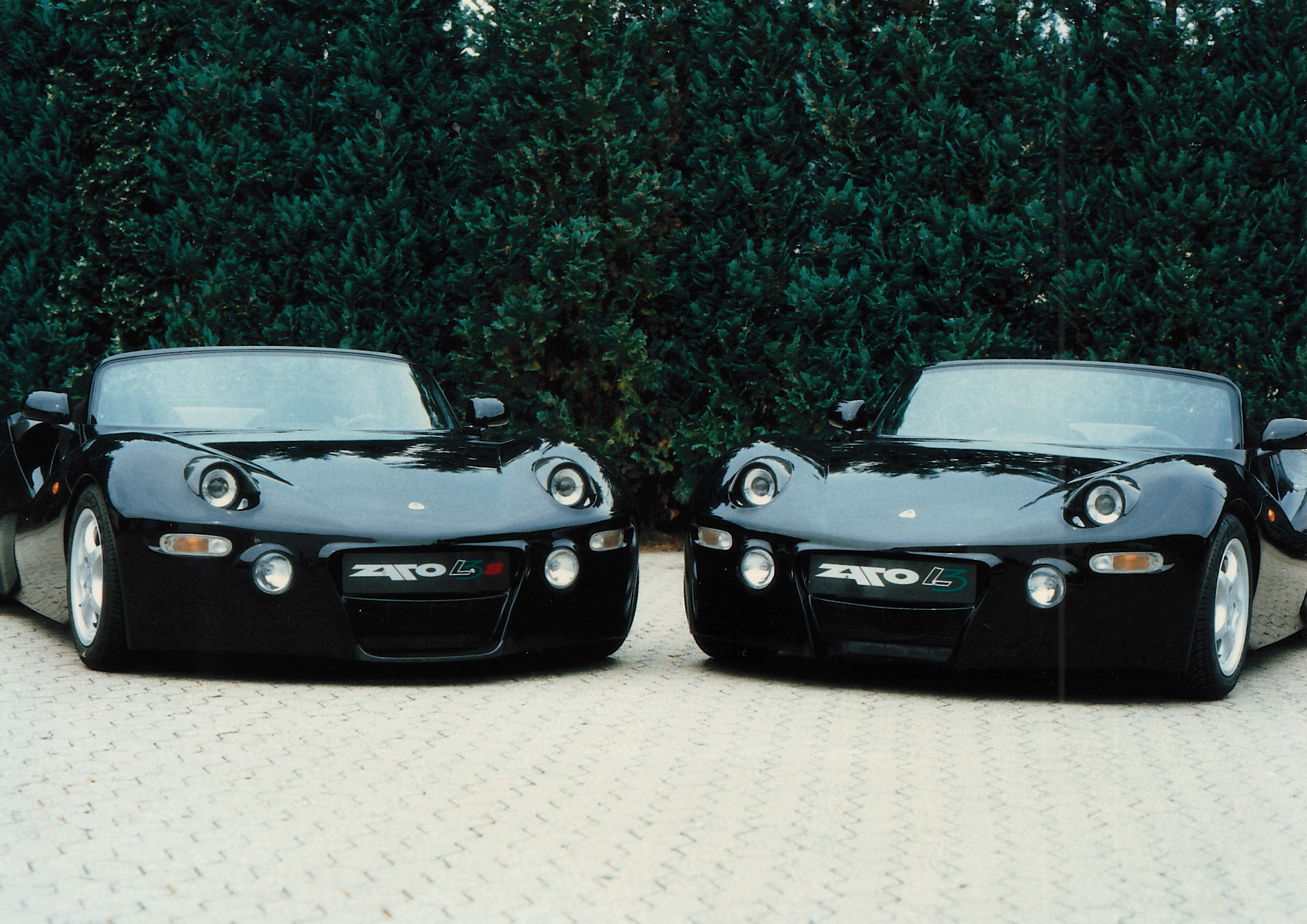
Zato L3

## Unternehmensgeschichte
Dirk Krämer gründete 1992 das Unternehmen, das seinen Sitz zunächst in Sinzig hatte. Später erfolgte der Umzug nach Niederbreitbach. Zato entwickelte sich schnell zu einem Zulieferer für Hochleistungs-Verbundwerkstoffe in der Automobilindustrie und im Motorsport, so zum Beispiel für Toyota. 1996 erwirtschaftete das Unternehmen einen Jahresumsatz von 1,5 Mio. DM. Im selben Jahr wurde der komplett in Eigenregie entwickelte Roadster „L3“ vorgestellt. Er war das erste „Drei-Liter-Auto“ mit einem Monocoque aus kohlenstofffaserverstärktem Kunststoff (KfK) und Dieselmotor. Es entstanden zwei Modelle, der L3 und der L3s. Insgesamt baute Zato acht Fahrzeuge. Die Produktion wurde bereits kurze Zeit später nach der Herstellung der ersten Fahrzeuge eingestellt (circa 2001), da die Herstellungskosten für dieses aufwendige Fahrzeugkonzept zu hoch waren. Die Auftragsentwicklung für andere Hersteller war in dieser Zeit sehr viel wirtschaftlicher und lukrativer, sodass man sich bei Zato auf diesen Bereich konzentrierte. Am 11. September 2003 wurde das Unternehmen aus dem Handelsregister gelöscht. Das Nachfolgeunternehmen von Zato ist First Composites.

## Fahrzeuge
Das erste Modell L3 war ein offener Sportwagen. 1999 ergänzte das Sportmodell L3s das Angebot. Das Monocoque-Fahrgestell bestand aus KfK. Der Motor, ein 1,9-Liter-TDI-Vierzylinder-Dieselmotor aus dem Audi A4, war als Mittelmotor in der Fahrzeugmitte montiert. Im L3 leistet der Motor 66 kW, im L3s 103 kW. Die Automobil Revue verglich das Modell 1997 mit dem Lotus Elise.

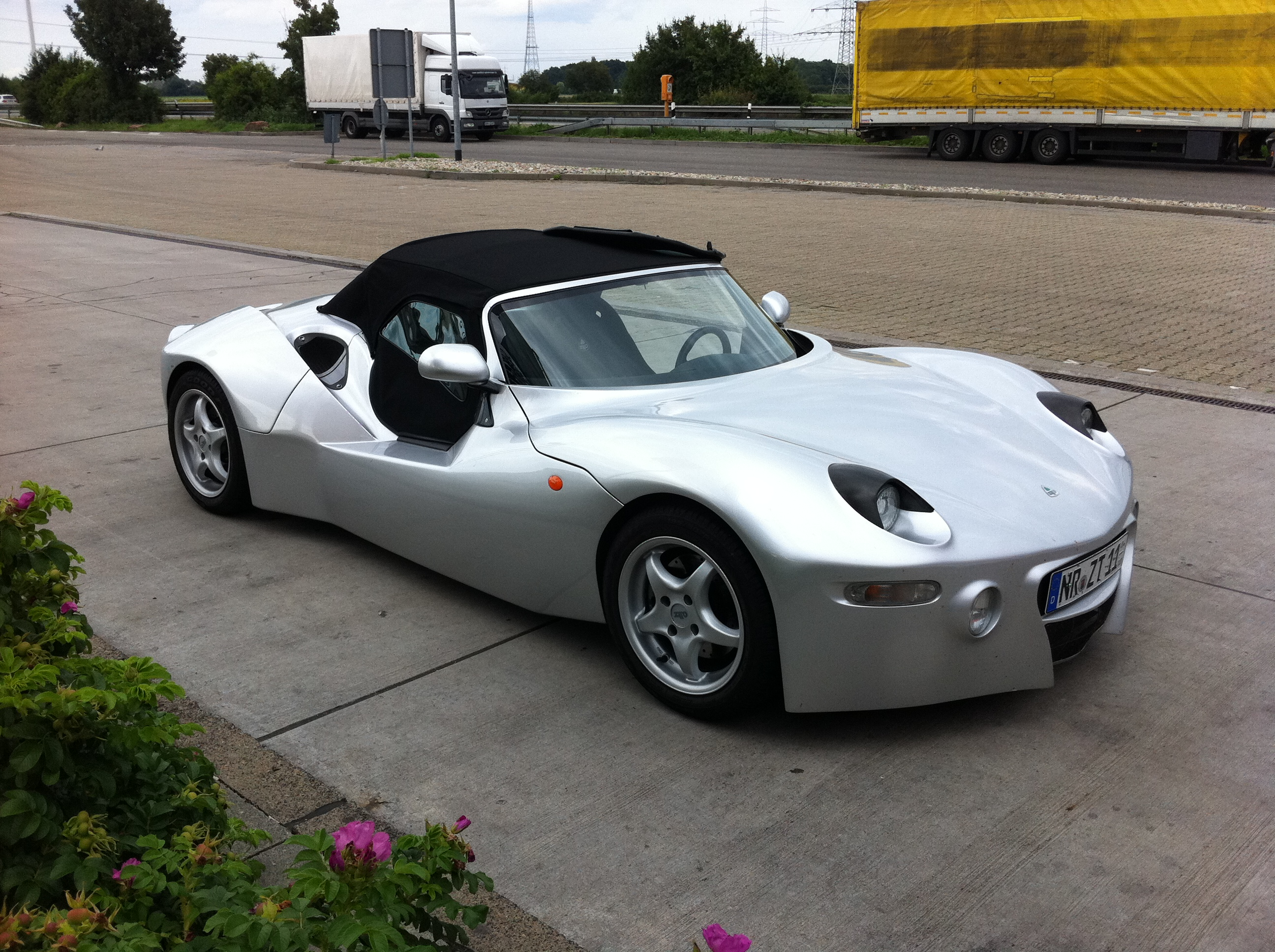
Frontansicht Zato L3
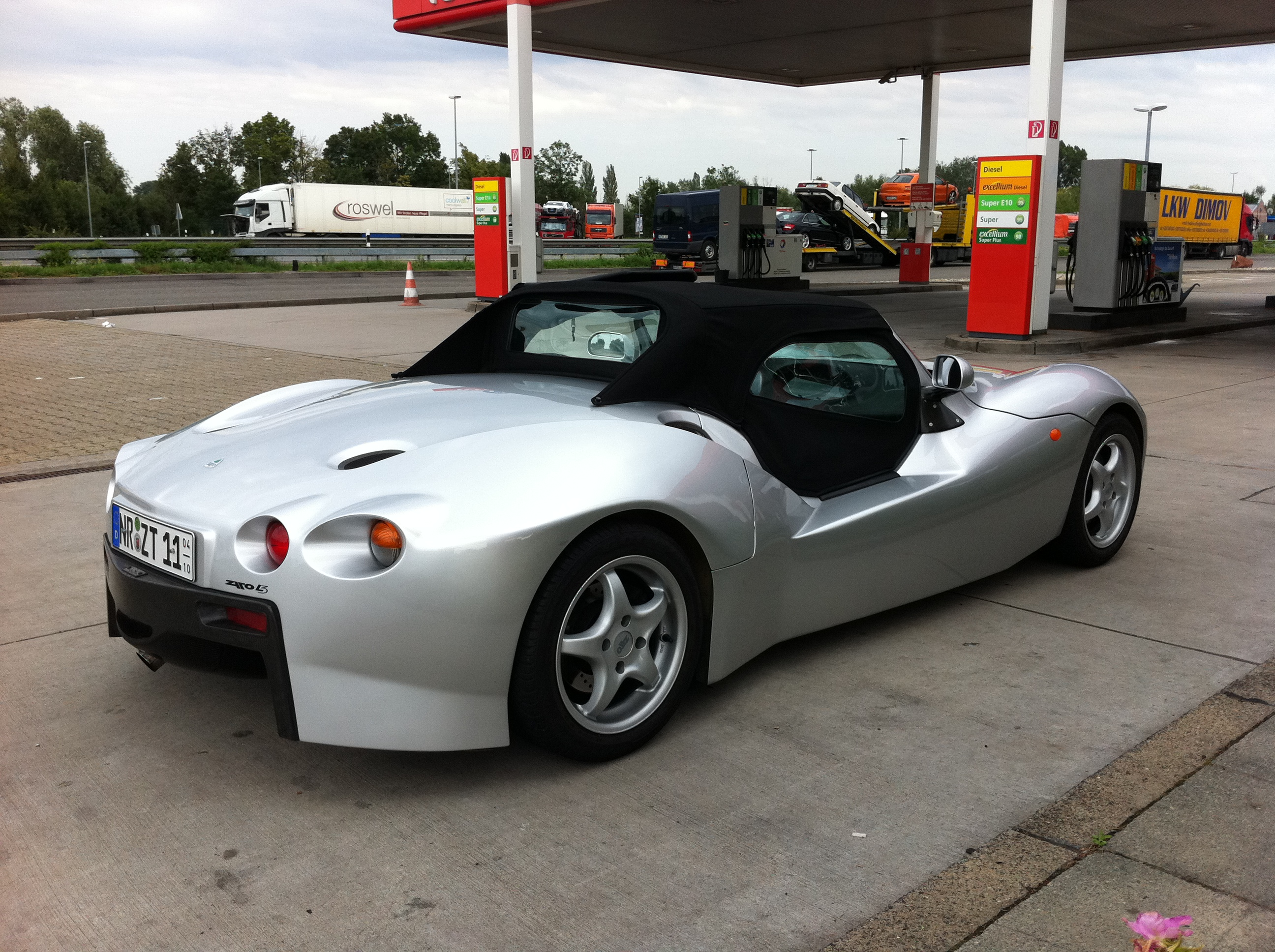
Heckansicht Zato L3